# Élections municipales de 1979 à Madrid
Les élections municipales espagnoles ont eu lieu le 3 avril 1979 à Madrid.